# Ferdinand Sarrien
Jean Marie Ferdinand Sarrien, född den 25 oktober 1840 i Bourbon-Lancy (departementet Saône-et-Loire), död den 28 november 1915 i Paris, var en fransk statsman.
Sarrien var först advokat, deltog som kapten i fransk-tyska kriget 1870–1871 och valdes 1876 till deputerad. Han blev snart en inflytelserik ledare inom den radikala vänstern och som sådan 1884 ordförande i budgetkommissionen. Sarrien var minister för post och telegraf i Henri Brissons kabinett (april–december 1885), inrikesminister i Charles de Freycinets (januari–december 1886), justitieminister i René Goblets (december 1886–december 1887) och inrikesminister i Pierre Tirards (december 1887–mars 1888) samt i Léon Bourgeois (november 1895–april 1896). 
Sedan han vid Jules Mélines fall förgäves sökt bilda en egen ministär, blev han justitieminister i Brissons (juni–oktober 1898). Sarrien understödde kraftigt Émile Combes i kampen mot kongregationerna och röstade för lagen om skilsmässan mellan stat och kyrka. Efter Maurice Rouviers fall bildade han i mars 1906 en egen ministär, där han själv blev justitieminister och Georges Clemenceau inrikesminister och den ledande själen. Trots stark majoritet i deputeradekammaren avgick Sarrien jämte hela kabinettet i oktober samma år, förebärande hälsoskäl. År 1908 valdes han till senator.